# Apotomis capreana
Apotomis capreana là một loài bướm đêm thuộc họ Tortricidae. Nó được tìm thấy ở hầu hết châu Âu (except Iceland, bán đảo Iberia, hầu hết bán đảo Balkan và Ukraina), phía đông đến phần phía đông của the Palearctic ecozone.
Sải cánh dài 17–22 mm. Con trưởng thành bay từ tháng 6 đến tháng 8.
Ấu trùng ăn Salix caprea. They feed inside spun leaves.